# Mitrapsylla cubana
Mitrapsylla cubana är en insektsart som beskrevs av Crawford 1914. Mitrapsylla cubana ingår i släktet Mitrapsylla och familjen rundbladloppor.
Artens utbredningsområde är Kuba. Inga underarter finns listade i Catalogue of Life.